# The Invisible
The Invisible (Brasil: O Invisível / Portugal: Invisível) é um filme de 2007 de suspense sobrenatural estrelado por Justin Chatwin, Margarita Levieva, Chris Marquette, Marcia Gay Harden, Marcos Matthins e Callum Keith Rennie. O filme estreou nos cinemas em 27 de abril e em DVD e blu-ray em outubro de 2007. O Invisível é um remake de um filme Sueco chamado Den Osynlige.  É uma adaptação cinematográfica de um romance homônimo de  Mats Wahl. Foi filmado aos arredores de Vancouver no Canadá.

## Sinopse
Nick é um jovem estudante que mora com sua mãe Diane. Inteligente e com um futuro promissor ele e seu amigo Pete se envolvem em uma briga e Nick desperta a ira de Annie, uma jovem problemática que acaba armando um plano e atacando o jovem que é dado como morto. Porém ele ainda esta vivo e sua alma agora vaga tentando ser salvo. Mas a única pessoa que sente sua presença e pode ajudá-lo é a própria Annie que o colocou nessa situação. Para salvar seu inimigo que na verdade é seu amor de infância Annie faz tudo o que pode, até mesmo dar sua vida.

## Elenco
- Justin Chatwin como Nick Powell
- Margarita Levieva como Annie Newton
- Marcia Gay Harden como Diane Powell
- Marcos Matthins como Pete Egan
- Alex O’Loughlin como Marcus Bohem
- Callum Keith Rennie como Det. Brian Larson
- Michelle Harrison como Det. Kate Tunney
- Ryan Kennedy como Matty
- Andrew Francis como Dean
- Cory Monteith como Jimmy

## Crítica
O filme recebeu críticas geralmente favoráveis. Com a pontuação de 6,1 de 10,0 baseada em 34.264 avaliações. No IMdb é um filme muito elogiado.
Predefinição:The Invisible Ratings on IMdbhttps://www.imdb.com/title/tt0435670/?ref_=nv_sr_srsg_6